# Morteza Ghiasi
Morteza Hassanali Ghiasi Cheka (in persiano مرتضی قیاسی چکا‎; Dorud, 7 aprile 1995) è un lottatore iraniano, specializzato nella lotta libera.

## Biografia
Ai campionati asiatici di lotta di Almaty 2021 è stato estromesso dal tabellone principale dal giapponese Takuto Otoguro (vincitore del torneo) in semifinale, nella finale per il bronzo ha battuto l'uzbeko Nodir Rakhimov.
Ha rappresentato la Ucraina ai Giochi olimpici estivi di Tokyo 2020 in cui è stato eliminato ai quarti del torneo dei 65 kg dall'indiano Bajrang Punia, dopo aver superato il tunisino Heithem Dakhlaoui agli ottavi.

## Palmarès
| Anno | Manifestazione              | Sede     | Evento | Risultato | Note |
| ---- | --------------------------- | -------- | ------ | --------- | ---- |
| 2012 | Campionati asiatici cadetti | Biškek   | 54 kg  | 7º        |      |
| 2012 | Mondiali cadetti            | Baku     | 54 kg  | 10º       |      |
| 2018 | Mondiali U23                | Bucarest | 65 kg  | 5º        |      |
| 2021 | Campionati asiatici         | Almaty   | 65 kg  | Bronzo    |      |
| 2021 | Giochi olimpici             | Tokyo    | 65 kg  | 8º        |      |

## Altre competizioni internazionali
2017
- 15º nei 65 kg nel Torneo Internazionale Ucraino ( Kiev)

2019
- 14º nei 65 kg nel Takhti Cup ( Kermanshah)
- Argento nella Coppa del Mondo a squadre ( Jakutsk)